# Staico Bucșanu (Merișanu)
Staico Bucșanu (Merișanu) (n.? - d. 7 iunie 1693) a fost un boier român din familia Bucșanu-Merișanu.

## Biografie
Staico Bucșanu (Merișanu) este fiul lui Bărcan cel mic, dregător de rang secund, cunoscut ca ceauș, vtori vornic, pârcălab și clucer și se trage din vechea familie boierească Bucșanu-Merișanu, pe linia Velica din Boldești. Este fratele lui Drăgușin Merișanu și Nica. Bunicul patern era Pătru, logofăt din Merișani (1621). Mama este necunoscută. A avut două soții: sora lui Mareș Băjescu, mare ban din Băjești, decedată 1673 și Marica, fiica lui Diicu Buicescu, mare spătar. Nu a avut copii,  iar familia a fost continuată pe linia Merișanu prin fratele Drăgușin Merișanu și fiii acestuia.

## Proprietăți

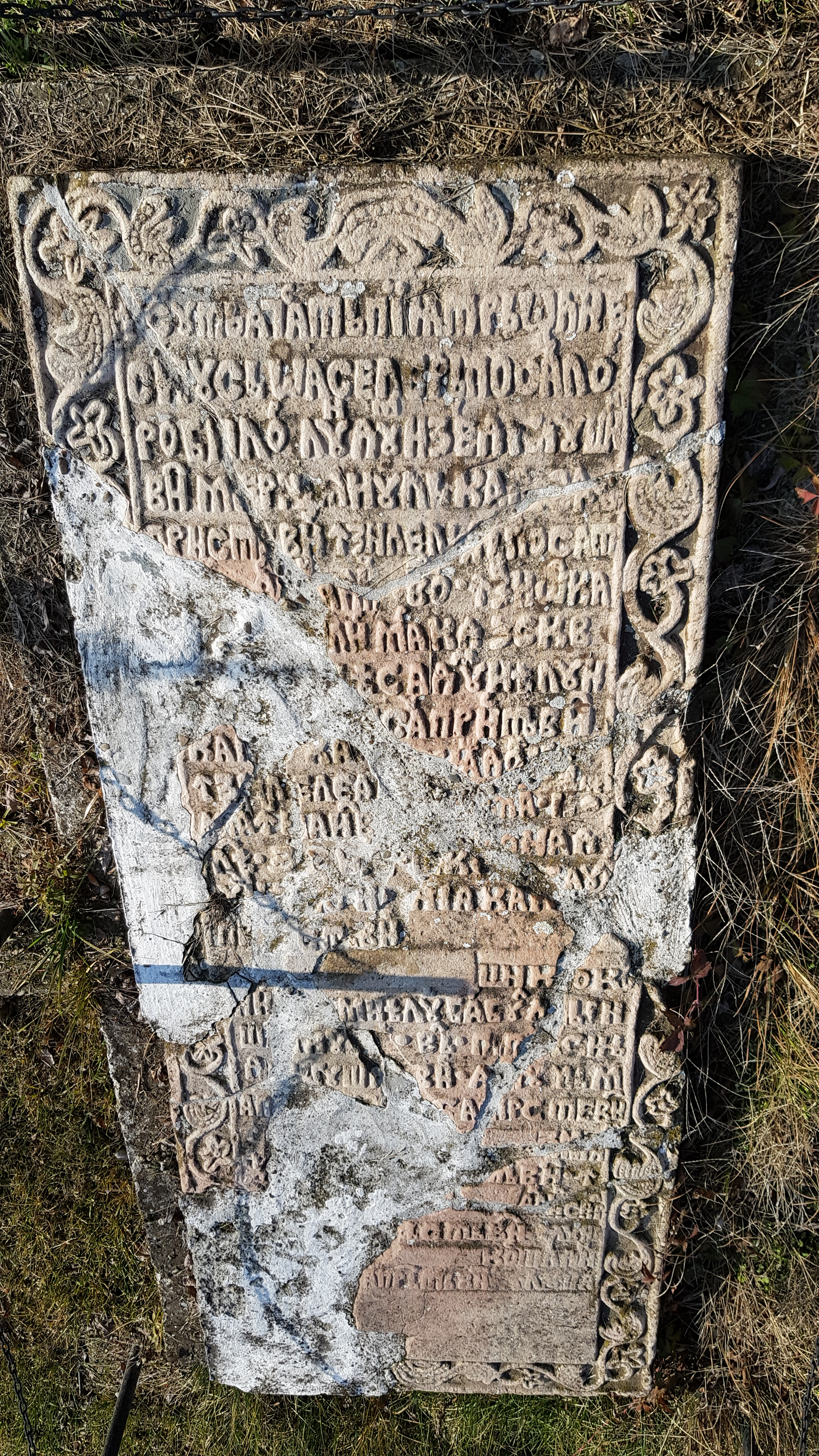
Piatra funerară a moștenitorilor lui Staico, fratele Drăgușin Merișanu și familia sa (sec. XVIII) din curtea Bisericii Merișani (Dobrotești)

Familia a stăpânit moșii întinse în mai multe județe, precum Muscel, Dâmbovița, Olt, Ilfov, dar, mai ales, în Teleorman, la Merișani, sat de la care familia și-a luat numele mai târziu.

După moartea lui Staico, la 23 iunie 1700, Constantin Brâncoveanu întărește moșia de la Merișani vistiernicului Drăgușin Merișanu, fratele marelui paharnic:
"pentru că acestu satu, Merișanii, iaste al lor de moștenire de la stremoșu său, Stoica banul, și totu l-au ținutu, și l-au stăpânitu, acestu satu, moșii și părinții lor, și ei, pre seama lor cu bună pace, pre semnele și hotarele ce scriu în cărțile altor răposați domni, ce au fostu mai denainte vréme"
Familia a avut în posesie numeroși robi de etnie rroma (vezi și Robia in România), cum se poate constata din testamentul jupânesei Marica, soața marelui paharnic Staico, datat 25 ianuarie 1704.

O proprietate interesantă este aceea deținută de Staico și soția sa Marica, pe care aceasta din urmă o dăruiește nepotului său Barbu Merișanu la 13 februarie 1704. Documentul menționează între martori pe doi dintre fii lui Constantin Brâncoveanu, Ștefan Brăncoveanul beizadea și Constandin Brăncoveanul beizadea. Pe teren se găsea o biserică de lemn construită de Staico în toamna anului 1678.
Adecă eu jupăneasa Marica, care am fost jupăneasă răposatului Staico păharnic Merișanul, scriu și mărturisesc cu aceasta al mieu zapis ca să fie de bună credință la măna nepotu-mieu Barbului păharnic snă Drăgușin vistiiariul.
În 1713, Barbu Merișanu, la sfatul tatălui său, Drăgușin, va dărui terenul Mitropolitului Antim Ivireanu pentru constucția viitoarei mănăstiri a Tuturor Sfinților, donație certificată prin zapis la 17 februarie 1715.
Adecă eu Barbul slugeariul Merișanul, snă vistiiarului Drăgușin Merișanul, dat-am aceasta al mieu zapis ca să fie de bună credință la cinstită măna sfinției sale părintelui chir Anthim mitropolitul Țărăi Rumănești(...) noi n-am vrut să îl vindem. Ci au socotit dumnealui tată-mieu, Drăgușin vistiiarul, împreună cu noi de i-am dat sfinții sale de pomeană pentru sufletul nostru și al părinților noștri.

## Activitatea politică
Boierul a îndeplinit numeroase funcții de dregător la la curtea domnească în Țara Românească, în timpul lui Radu Leon, Antonie Vodă din Popești în secolul XVII:
- 1661 - 1668 logofăt
- 1668 postelnic
- 1670 - 1671 treti vistier
- 1672 - 1673 mare pitar
- 1674 mare jitnicer
- 1675 - 1677 mare paharnic

Boierul a urmărit obținerea tronului Țării Românești, fiind implicat în mai multe comploturi contra  lui Antonie din Popești, Șerban Cantacuzino și Constantin Brâncoveanu. În timpul domniei lui Șerban Cantacuzino, după 1680, boierul se refugiază, pribegind și complotând pentru mulți ani, în Transilvania, Moldova și la curtea otomană. Căsătoriile sale au fost alianțe politice și au condus la asocierea la partida Bălenilor (Leurdenilor), facțiune politică importantă a secolului al XVII-lea, adversară celei conduse de Cantacuzini. Unul dintre principalii inițiatori ai partidei a fost Stroe Leurdeanu, caimacan 1663, 1664. 

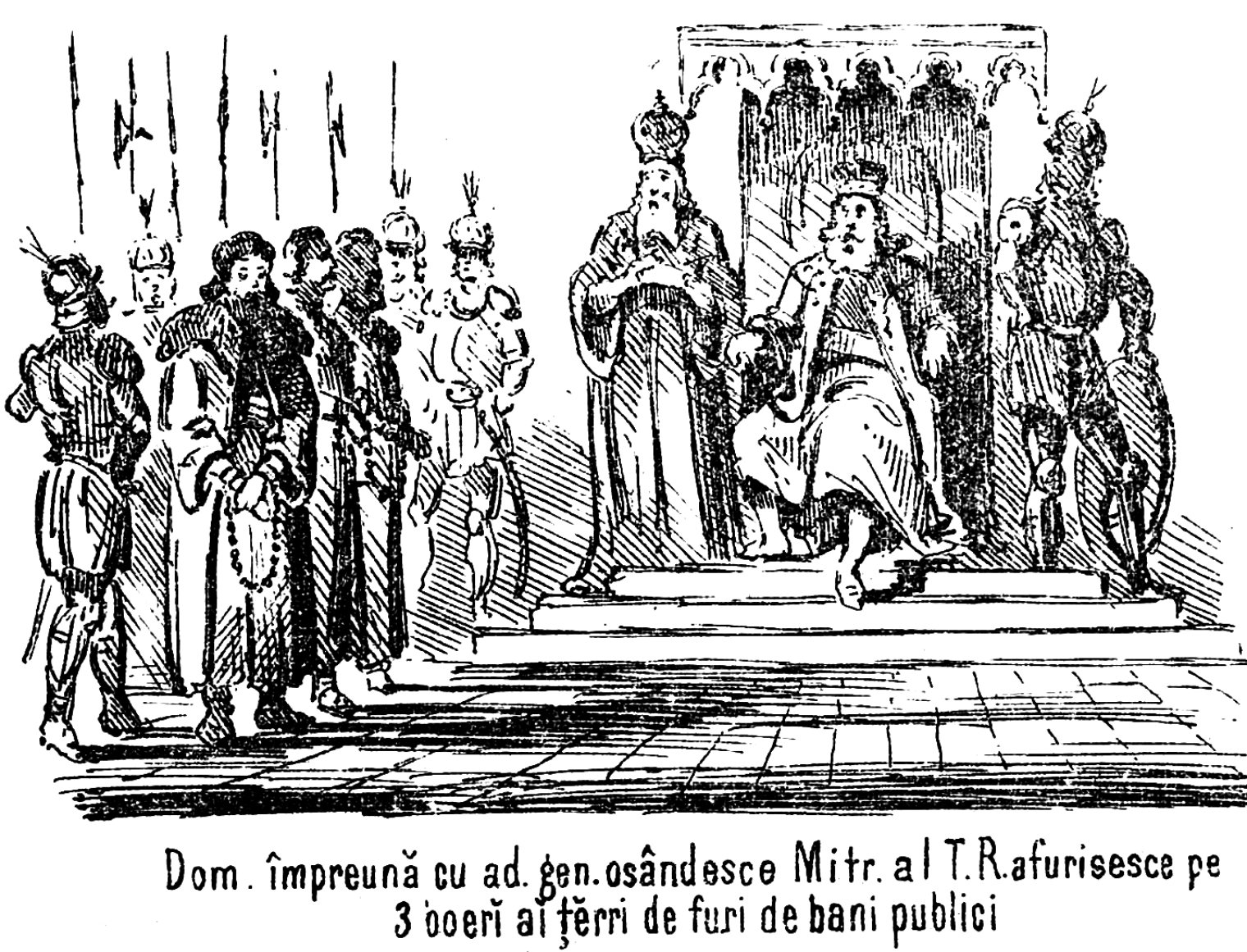
Clanul Leurdenilor la judecată domnească. Caricatură din Ghimpele (1868)

La 22 ianuarie 1693, cu sprijinul turcilor, este readus în țară, la porunca lui Constantin Brâncoveanu și este întemnițat pentru cinci luni și jumătate, timp în care este judecat de trei ori de către divan. Boierul Staico a fost executat la 7 iunie 1693, prin spânzurare, în Târgul de Afară al Bucureștilor și este înmormântat la Schitul Strâmbu, Găiseni .
"Și fiind un boeriu din Țara Ruminească pribeag nu din domniea lui Costandin Vodă Brîncoveanu, ci încă din domniea lui Șărban Vodă, care au fost domn mai naintea lui Costandin Vodă, anume Staico paharnicul, în Țara Ungurească și avînd lingă dînsul pă Preda căpitanul de la Proroci, pre Preda căpitanul de la Milcov și pe un Iacșă căpitan Sîrbul I și pe un Radu Hațag, fost-au  trimis Costandin Vodă Cantemir cărți la aceștiea în anul trecut de i-au adus în țara lui, în Moldova, ca cu dînșii să lucreze inpotriva lui Costandin Vodă Brîncoveanul ca să-l scoață din domnie, 5 de vreme ce și Costandin Vodă Brîncoveanu mai nainte trimisese pă o seamă de boeri moldoveni cu pîră înpotriva lui Costandin Cantemir, cum s-au zis mai sus, ci vrea să facă și el una pentru alta." - Istoria Țării Romînești de la octombrie 1688 pînă la martie 1717 (cronică anonimă)